# Кубок Англії з футболу 2005—2006
Кубок Англії з футболу 2005—2006 — 125-й розіграш найстарішого футбольного турніру у світі, Кубка виклику Футбольної Асоціації, також відомого як Кубок Англії.

## Календар
| Раунд                        | Дата                        | Матчів | Клубів    | Нові клуби   | Призова сума |
| ---------------------------- | --------------------------- | ------ | --------- | ------------ | ------------ |
| Екстрапопередній раунд       | 20 серпня 2005              | 86     | 674 → 588 | —            | £ 500        |
| Попередній раунд             | 27 серпня 2005              | 182    | 588 → 406 | 278: 225—502 | £ 1 000      |
| Перший раунд кваліфікації    | 10 вересня 2005             | 124    | 406 → 282 | 66: 159—224  | £ 2 250      |
| Другий раунд кваліфікації    | 24 вересня 2005             | 84     | 282 → 198 | 44: 115—158  | £ 3 750      |
| Третій раунд кваліфікації    | 8 жовтня 2005               | 42     | 198 → 156 | —            | £ 5 000      |
| Четвертий раунд кваліфікації | 22 жовтня 2005              | 32     | 156 → 124 | 24: 93-114   | £ 10 000     |
| Перший раунд                 | 4-16 листопада 2005         | 40     | 124 → 84  | 48: 45-92    | £ 16 000     |
| Другий раунд                 | 2-14 грудня 2005            | 20     | 84 → 64   | —            | £ 24 000     |
| Третій раунд                 | 6-18 січня 2006             | 32     | 64 → 32   | 44: 1-44     | £ 40 000     |
| Четвертий раунд              | 28 січня - 8 лютого 2006    | 16     | 32 → 16   | —            | £ 60 000     |
| П'ятий раунд                 | 18 лютого - 15 березня 2006 | 8      | 16 → 8    | —            | £ 120 000    |
| Шостий раунд                 | 20 березня - 12 квітня 2006 | 4      | 8 → 4     | —            | £ 300 000    |
| Півфінали                    | 22-23 квітня 2006           | 2      | 4 → 2     | —            | £ 900 000    |
| Фінал                        | 13 травня 2006              | 1      | 2 → 1     | —            | £ 1 000 000  |

## Кваліфікаційні раунди
Усі клуби, що беруть участь у змаганнях, але не грають Прем'єр-лізі або в Чемпіоншипі повинні пройти кваліфікаційні раунди.

## Перший раунд
На цій стадії турніру починають грати клуби з Першої та Другої ліг.
| Дата                      | Господарі           | Рахунок      | Гості               | Глядачі |
| ------------------------- | ------------------- | ------------ | ------------------- | ------- |
| 4 листопада               | Мертір-Тідвіл       | 1:2          | Волсолл             | 3 046   |
| 4 листопада               | Порт Вейл           | 2:1          | Рексем              | 5 046   |
| 4 листопада               | Кембридж Сіті       | 0:1          | Герефорд Юнайтед    | 1 116   |
| 5 листопада               | Барнет              | 0:1          | Саутенд Юнайтед     | 3 545   |
| 5 листопада               | Барнслі             | 1:0          | Дарлінгтон          | 6 059   |
| 5 листопада               | Борнмут             | 1:2          | Тамверт             | 4 559   |
| 5 листопада               | Бристоль Сіті       | 0:2          | Ноттс Каунті        | 4 221   |
| 5 листопада               | Бернем              | 1:3          | Олдершот Таун       | 1 623   |
| 5 листопада               | Берско              | 3:2          | Джиллінгем          | 1 927   |
| 5 листопада               | Бері                | 2:2          | Сканторп Юнайтед    | 2 940   |
| 15 листопада Перегравання | Сканторп Юнайтед    | 1:0 дч       | Бері                | 4 006   |
| 5 листопада               | Челтенгем Таун      | 1:0          | Карлайл Юнайтед     | 2 405   |
| 5 листопада               | Честер Сіті         | 2:1          | Фолкстоун Інвікта   | 2 503   |
| 5 листопада               | Чіппенгем Таун      | 1:1          | Вустер Сіті         |         |
| 14 листопада Перегравання | Вустер Сіті         | 1:0          | Чіппенгем Таун      | 4 006   |
| 5 листопада               | Колчестер Юнайтед   | 9:1          | Лемінгтон           | 3 513   |
| 5 листопада               | Істборн Боро        | 1:1          | Оксфорд Юнайтед     | 3 770   |
| 16 листопада Перегравання | Оксфорд Юнайтед     | 3:0          | Істборн Боро        | 4 396   |
| 5 листопада               | Грімсбі Таун        | 1:2          | Бристоль Роверз     | 2 680   |
| 5 листопада               | Гартліпул Юнайтед   | 2:1          | Деґенем енд Ребридж | 3 655   |
| 5 листопада               | Гістон              | 4:0          | Генсфорд Таун       | 1 080   |
| 5 листопада               | Кеттерінг Таун      | 1:3          | Стівенідж           | 4 548   |
| 5 листопада               | Лейтон Орієнт       | 0:0          | Честерфілд          | 3 554   |
| 16 листопада Перегравання | Честерфілд          | 1:2          | Лейтон Орієнт       | 4 895   |
| 5 листопада               | Лінкольн Сіті       | 1:1          | Мілтон Кінз Донз    | 3 508   |
| 15 листопада Перегравання | Мілтон Кінз Донз    | 2:1          | Лінкольн Сіті       | 4 029   |
| 5 листопада               | Маклсфілд Таун      | 1:1          | Йовіл Таун          | 1 943   |
| 15 листопада Перегравання | Йовіл Таун          | 4:0          | Маклсфілд Таун      | 4 456   |
| 5 листопада               | Моркам              | 1:3          | Нортвіч Вікторія    | 2 166   |
| 5 листопада               | Ноттінгем Форест    | 1:1          | Веймут              | 10 305  |
| 14 листопада Перегравання | Веймут              | 0:2          | Ноттінгем Форест    | 6 500   |
| 5 листопада               | Нанітан Боро        | 2:0          | Рамсгейт            | 2 153   |
| 5 листопада               | Пітерборо Юнайтед   | 0:0          | Бертон Альбіон      | 3 857   |
| 16 листопада Перегравання | Бертон Альбіон      | 1:0          | Пітерборо Юнайтед   | 2 511   |
| 5 листопада               | Рочдейл             | 0:2          | Брентфорд           | 2 928   |
| 5 листопада               | Ротергем Юнайтед    | 3:4          | Менсфілд Таун       | 4 089   |
| 5 листопада               | Шрусбері Таун       | 4:1          | Брейнтрі Таун       | 2 969   |
| 5 листопада               | Саутпорт            | 1:1          | Вокінг              | 1 417   |
| 15 листопада Перегравання | Вокінг              | 1:0 дч       | Саутпорт            | 2 298   |
| 5 листопада               | Стокпорт Каунті     | 2:0          | Свонсі Сіті         | 2 978   |
| 5 листопада               | Свіндон Таун        | 2:2          | Бостон Юнайтед      | 3 814   |
| 16 листопада Перегравання | Бостон Юнайтед      | 4:1          | Свіндон Таун        | 2 467   |
| 5 листопада               | Торкі Юнайтед       | 1:1          | Гаррогейт Таун      | 2 079   |
| 15 листопада Перегравання | Гаррогейт Таун      | 0:0 пен. 5:6 | Торкі Юнайтед       | 3 317   |
| 5 листопада               | Вікем Вондерерз     | 1:3          | Нортемптон Таун     | 3 974   |
| 5 листопада               | Йорк Сіті           | 0:3          | Грейс Атлетік       | 3 586   |
| 6 листопада               | Бредфорд Сіті       | 2:1          | Транмер Роверз      | 6 116   |
| 6 листопада               | Чейстаун            | 1:1          | Олдем Атлетік       | 1 997   |
| 16 листопада Перегравання | Олдем Атлетік       | 4:0          | Чейстаун            | 7 235   |
| 6 листопада               | Донкастер Роверз    | 4:1          | Блекпул             | 4 332   |
| 6 листопада               | Галіфакс Таун       | 1:1          | Рашден енд Даймондс | 2 303   |
| 15 листопада Перегравання | Рашден енд Даймондс | 0:0 пен. 5:4 | Галіфакс Таун       | 2 133   |
| 6 листопада               | Гаддерсфілд Таун    | 4:1          | Веллінг Юнайтед     | 5 578   |

## Другий раунд
До другого раунду увійшли переможці першого раунду.
| Дата                   | Господарі           | Рахунок | Гості             | Глядачі |
| ---------------------- | ------------------- | ------- | ----------------- | ------- |
| 2 грудня               | Менсфілд Таун       | 3:0     | Грейс Атлетік     | 2 992   |
| 2 грудня               | Порт Вейл           | 1:1     | Бристоль Роверз   | 4 483   |
| 13 грудня Перегравання | Бристоль Роверз     | 0:1     | Порт Вейл         | 5 623   |
| 3 грудня               | Олдершот Таун       | 0:1     | Сканторп Юнайтед  | 3 584   |
| 3 грудня               | Барнслі             | 1:1     | Бредфорд Сіті     | 7 051   |
| 13 грудня Перегравання | Бредфорд Сіті       | 3:5 дч  | Барнслі           | 4 738   |
| 3 грудня               | Челтенгем Таун      | 1:1     | Оксфорд Юнайтед   | 4 592   |
| 13 грудня Перегравання | Оксфорд Юнайтед     | 1:2     | Челтенгем Таун    | 3 455   |
| 3 грудня               | Честер Сіті         | 3:0     | Ноттінгем Форест  | 4 732   |
| 3 грудня               | Гартліпул Юнайтед   | 1:2     | Тамверт           | 3 786   |
| 3 грудня               | Герефорд Юнайтед    | 0:2     | Стокпорт Каунті   | 3 620   |
| 3 грудня               | Нанітан Боро        | 2:2     | Гістон            | 3 366   |
| 14 грудня Перегравання | Гістон              | 1:2     | Нанітан Боро      | 3 077   |
| 3 грудня               | Олдем Атлетік       | 1:1     | Брентфорд         | 4 365   |
| 13 грудня Перегравання | Брентфорд           | 1:0     | Олдем Атлетік     | 3 146   |
| 3 грудня               | Рашден енд Даймондс | 0:1     | Лейтон Орієнт     | 3 245   |
| 3 грудня               | Шрусбері Таун       | 1:2     | Колчестер Юнайтед | 3 695   |
| 3 грудня               | Саутенд Юнайтед     | 1:2     | Мілтон Кінз Донз  | 5 267   |
| 3 грудня               | Стівенідж           | 2:2     | Нортемптон Таун   | 3 937   |
| 13 грудня Перегравання | Нортемптон Таун     | 2:0     | Стівенідж         | 4 407   |
| 3 грудня               | Торкі Юнайтед       | 2:1     | Ноттс Каунті      | 2 407   |
| 3 грудня               | Волсолл             | 2:0     | Йовіл Таун        | 4 580   |
| 3 грудня               | Вокінг              | 0:0     | Нортвіч Вікторія  | 2 462   |
| 13 грудня Перегравання | Нортвіч Вікторія    | 2:1     | Вокінг            | 2 302   |
| 4 грудня               | Бостон Юнайтед      | 1:2     | Донкастер Роверз  | 3 995   |
| 4 грудня               | Вустер Сіті         | 0:1     | Гаддерсфілд Таун  | 4 163   |
| 6 грудня               | Бертон Альбіон      | 4:1     | Берско            | 4 499   |

## Третій раунд
Переможці другого раунду зіграли з усіма командами з Прем'єр-ліги та Чемпіоншипу.
| Дата                  | Господарі                | Рахунок      | Гості                | Глядачі |
| --------------------- | ------------------------ | ------------ | -------------------- | ------- |
| 6 січня               | Порт Вейл                | 2:1          | Донкастер Роверз     | 4 923   |
| 7 січня               | Арсенал                  | 2:1          | Кардіфф Сіті         | 36 552  |
| 7 січня               | Барнслі                  | 1:1          | Волсолл              | 6 884   |
| 17 січня Перегравання | Волсолл                  | 2:0          | Барнслі              | 4 074   |
| 7 січня               | Блекберн Роверз          | 3:0          | Квінз Парк Рейнджерс | 12 705  |
| 7 січня               | Брайтон енд Гоув Альбіон | 0:1          | Ковентрі Сіті        | 6 734   |
| 7 січня               | Челсі                    | 2:1          | Гаддерсфілд Таун     | 41 650  |
| 7 січня               | Челтенгем Таун           | 2:2          | Честер Сіті          | 4 741   |
| 17 січня Перегравання | Честер Сіті              | 0:1          | Челтенгем Таун       | 5 096   |
| 7 січня               | Крістал Пелес            | 4:1          | Нортемптон Таун      | 10 391  |
| 7 січня               | Дербі Каунті             | 2:1          | Бернлі               | 12 713  |
| 7 січня               | Галл Сіті                | 0:1          | Астон Вілла          | 17 051  |
| 7 січня               | Іпсвіч Таун              | 0:1          | Портсмут             | 15 593  |
| 7 січня               | Лутон Таун               | 3:5          | Ліверпуль            | 10 170  |
| 7 січня               | Манчестер Сіті           | 3:1          | Сканторп Юнайтед     | 27 779  |
| 7 січня               | Міллволл                 | 1:1          | Евертон              | 16 440  |
| 18 січня Перегравання | Евертон                  | 1:0          | Міллволл             | 25 800  |
| 7 січня               | Ньюкасл Юнайтед          | 1:0          | Менсфілд Таун        | 41 459  |
| 7 січня               | Норвіч Сіті              | 1:2          | Вест Гем Юнайтед     | 23 968  |
| 7 січня               | Нанітан Боро             | 1:1          | Мідлсбро             | 6 000   |
| 17 січня Перегравання | Мідлсбро                 | 5:2          | Нанітан Боро         | 26 255  |
| 7 січня               | Престон Норт-Енд         | 2:1          | Кру Александра       | 8 380   |
| 7 січня               | Шеффілд Юнайтед          | 1:2          | Колчестер Юнайтед    | 11 820  |
| 7 січня               | Шеффілд Венсдей          | 2:4          | Чарльтон Атлетик     | 14 851  |
| 7 січня               | Саутгемптон              | 4:3          | Мілтон Кінз Донз     | 15 908  |
| 7 січня               | Стокпорт Каунті          | 2:3          | Брентфорд            | 4 078   |
| 7 січня               | Сток Сіті                | 0:0          | Тамверт              | 9 366   |
| 17 січня Перегравання | Тамверт                  | 1:1 пен. 4:5 | Сток Сіті            | 3 812   |
| 7 січня               | Торкі Юнайтед            | 0:0          | Бірмінгем Сіті       | 5 974   |
| 17 січня Перегравання | Бірмінгем Сіті           | 2:0          | Торкі Юнайтед        | 24 650  |
| 7 січня               | Вотфорд                  | 0:3          | Болтон               | 13 239  |
| 7 січня               | Вест Бромвіч Альбіон     | 1:1          | Редінг               | 19 197  |
| 17 січня Перегравання | Редінг                   | 3:2 дч       | Вест Бромвіч Альбіон | 16 737  |
| 7 січня               | Віган Атлетік            | 1:1          | Лідс Юнайтед         | 10 980  |
| 17 січня Перегравання | Лідс Юнайтед             | 3:3 пен. 2:4 | Віган Атлетік        | 15 243  |
| 7 січня               | Вулвергемптон Вондерерз  | 1:0          | Плімут Аргайл        | 11 041  |
| 8 січня               | Бертон Альбіон           | 0:0          | Манчестер Юнайтед    | 6 191   |
| 18 січня Перегравання | Манчестер Юнайтед        | 5:0          | Бертон Альбіон       | 53 564  |
| 8 січня               | Фулгем                   | 1:2          | Лейтон Орієнт        | 13 394  |
| 8 січня               | Лестер Сіті              | 3:2          | Тоттенгем Готспур    | 19 844  |
| 8 січня               | Сандерленд               | 3:0          | Нортвіч Вікторія     | 19 329  |

## Четвертий раунд
У цьому раунді зіграли переможці попереднього етапу.
| Дата                  | Господарі               | Рахунок | Гості             | Глядачі |
| --------------------- | ----------------------- | ------- | ----------------- | ------- |
| 28 січня              | Астон Вілла             | 3:1     | Порт Вейл         | 30 434  |
| 28 січня              | Болтон                  | 1:0     | Арсенал           | 13 326  |
| 28 січня              | Брентфорд               | 2:1     | Сандерленд        | 11 698  |
| 28 січня              | Чарльтон Атлетик        | 2:1     | Лейтон Орієнт     | 22 029  |
| 28 січня              | Челтенгем Таун          | 0:2     | Ньюкасл Юнайтед   | 7 022   |
| 28 січня              | Колчестер Юнайтед       | 3:1     | Дербі Каунті      | 5 933   |
| 28 січня              | Ковентрі Сіті           | 1:1     | Мідлсбро          | 28 120  |
| 8 лютого Перегравання | Мідлсбро                | 1:0     | Ковентрі Сіті     | 14 131  |
| 28 січня              | Евертон                 | 1:1     | Челсі             | 29 742  |
| 8 лютого Перегравання | Челсі                   | 2:1     | Евертон           | 39 301  |
| 28 січня              | Лестер Сіті             | 0:1     | Саутгемптон       | 20 427  |
| 28 січня              | Манчестер Сіті          | 1:0     | Віган Атлетік     | 30 811  |
| 28 січня              | Престон Норт-Енд        | 1:1     | Крістал Пелес     | 9 489   |
| 7 лютого Перегравання | Крістал Пелес           | 1:2     | Престон Норт-Енд  | 7 365   |
| 28 січня              | Редінг                  | 1:1     | Бірмінгем Сіті    | 23 762  |
| 7 лютого Перегравання | Бірмінгем Сіті          | 2:1     | Редінг            | 16 644  |
| 28 січня              | Сток Сіті               | 2:1     | Волсолл           | 8 834   |
| 28 січня              | Вест Гем Юнайтед        | 4:2     | Блекберн Роверз   | 23 700  |
| 29 січня              | Портсмут                | 1:2     | Ліверпуль         | 17 247  |
| 29 січня              | Вулвергемптон Вондерерз | 0:3     | Манчестер Юнайтед | 17 247  |

## П'ятий раунд
На цьому етапі зіграли переможці попереднього раунду.
| Дата                    | Господарі        | Рахунок | Гості             | Глядачі |
| ----------------------- | ---------------- | ------- | ----------------- | ------- |
| 18 лютого               | Болтон           | 0:0     | Вест Гем Юнайтед  | 17 120  |
| 15 березня Перегравання | Вест Гем Юнайтед | 2:1     | Болтон            | 24 685  |
| 18 лютого               | Чарльтон Атлетик | 3:1     | Брентфорд         | 22 098  |
| 18 лютого               | Ліверпуль        | 1:0     | Манчестер Юнайтед | 44 039  |
| 18 лютого               | Ньюкасл Юнайтед  | 1:0     | Саутгемптон       | 40 975  |
| 19 лютого               | Астон Вілла      | 1:1     | Манчестер Сіті    | 28 847  |
| 14 березня Перегравання | Манчестер Сіті   | 2:1     | Астон Вілла       | 33 006  |
| 19 лютого               | Челсі            | 3:1     | Колчестер Юнайтед | 41 810  |
| 19 лютого               | Престон Норт-Енд | 0:2     | Мідлсбро          | 19 877  |
| 19 лютого               | Сток Сіті        | 0:1     | Бірмінгем Сіті    | 18 768  |

## Шостий раунд
На цьому етапі зіграли переможці попереднього раунду.
| Дата                   | Господарі        | Рахунок | Гості            | Глядачі |
| ---------------------- | ---------------- | ------- | ---------------- | ------- |
| 20 березня             | Манчестер Сіті   | 1:2     | Вест Гем Юнайтед | 39 357  |
| 21 березня             | Бірмінгем Сіті   | 0:7     | Ліверпуль        | 27 378  |
| 22 березня             | Челсі            | 1:0     | Ньюкасл Юнайтед  | 42 279  |
| 23 березня             | Чарльтон Атлетик | 0:0     | Мідлсбро         | 24 187  |
| 12 квітня Перегравання | Мідлсбро         | 4:2     | Чарльтон Атлетик | 30 248  |

## Півфінали
У півфіналах зіграли команди, що перемогли на попередньому етапі.
| Дата      | Господарі | Рахунок | Гості            | Глядачі |
| --------- | --------- | ------- | ---------------- | ------- |
| 22 квітня | Челсі     | 1:2     | Ліверпуль        | 64 575  |
| 23 квітня | Мідлсбро  | 0:1     | Вест Гем Юнайтед | 39 148  |

## Фінал
| 13 травня 2006 |

| Ліверпуль                     | 3:3 дч   | Вест Гем Юнайтед                         |
| ----------------------------- | -------- | ---------------------------------------- |
| Сіссе 34' Джеррард 54', 90+1' | Протокол | Каррагер 21' (аг) Ештон 28' Конческі 64' |

| Мілленіум, Кардіфф Глядачів: 71 140 Арбітр: Алан Вайлі |

|                                   |     | Пенальті                                 |  |
| Гаманн · Гююпя · Джеррард · Ріїсе | 3:1 | Замора · Шерінгем · Конческі · Фердінанд |  |